# الشمرية (السوادية)

تعديل مصدري - تعديل

الشمرية هي إحدى قرى عزلة ذاهبة بمديرية السوادية التابعة لمحافظة البيضاء، بلغ تعداد سكانها 368 نسمة حسب تعداد اليمن لعام 2004.